# Dorsa Cato
Die Dorsa Cato sind eine Gruppe von Rücken beim Äquator des Erdmondes. Sie erstrecken sich über ungefähr 140 km und befinden sich im Mare Fecunditatis, südlich des Kraters Taruntius. Sie wurden 1976 nach dem römischen Historiker und Staatsmann Marcus Porcius Cato benannt. 